# Ignacio Casale
Ignacio Nicolás Casale Catraccia (Santiago del Cile, 27 aprile 1987) è un pilota motociclistico cileno, vincitore della Dakar 2014, 2018 e 2020 nella categoria quad.

## Carriera
Casale ha preso parte alla Dakar 2010 con suo padre nella categoria camion, quell'anno raggiunsero il 26º posto della graduatoria finale, guadagnandosi così una wild card per l'edizione successiva, dove partecipò nella categoria Moto. Nel 2012 si classifica al quarto posto assouto nella Dakar.
Nell'edizione 2013 del Rally Dakar gareggia nella categoria quad, collezionando 7 vittorie di tappa e concludendo al secondo posto dietro all'argentino Marcos Patronelli.
L'anno dopo conquista sette tappe e diventa il primo cileno a vincere la Dakar, sempre nella categoria quad. Centra il bis quattro anni dopo e conquista la terza vittoria nell'edizione 2020. Dopo la conquista del terzo titolo, decide per la stagione 2021 di gareggiare nella categoria Camion.
Nel 2025, dopo quattordici partecipazioni consecutive alla Dakar, decide di non prendervi parte per dedicarsi ad altri progetti.

## Risultati

### Rally Dakar
| Anno | Classe            | Scuderia                     | Vettura               | Pos. | TV |
| ---- | ----------------- | ---------------------------- | --------------------- | ---- | -- |
| 2011 | Moto              | Tamarugal XC Rally Team      | Yamaha WR450F Rally   | 40º  | 0  |
| 2012 | Quad              | Tamarugal XC Rally Team      | Yamaha Raptor 700     | 4º   | 0  |
| 2013 | Quad              | Tamarugal XC Rally Team      | Yamaha Raptor 700     | 2º   | 1  |
| 2014 | Quad              | Tamarugal XC Rally Team      | Yamaha Raptor 700     | 1º   | 7  |
| 2015 | Quad              | Tamarugal XC Rally Team      | Yamaha Raptor 700     | Rit  | 3  |
| 2016 | Quad              | Tamarugal XC Rally Team      | Yamaha Raptor 700     | Rit  | 2  |
| 2017 | Quad              | XRAIDS Team                  | Yamaha Raptor 700     | 2º   | 2  |
| 2018 | Quad              | Casale Racing                | Yamaha Raptor 700     | 1º   | 5  |
| 2019 | SSV               | Casale Racing                | Can-Am Maverick X3    | Rit  | 0  |
| 2020 | Quad              | Casale Racing                | Yamaha Raptor 700     | 1º   | 4  |
| 2021 | Camion            | Tatra Buggyra Racing         | Tatra Phoenix         | 9º   | 0  |
| 2022 | Camion            | Tatra Buggyra ZM Racing      | Tatra Phoenix         | 27º  | 0  |
| 2023 | Prototipi leggeri | X-raid Yamaha Supported Team | Yamaha YXZ1000R Turbo | 10º  | 0  |
| 2024 | Prototipi leggeri | X-raid Yamaha Supported Team | Yamaha YXZ1000R Turbo | Rit  | 0  |